# Endless loop
Endless loop es el quinto EP de la cantante japonesa de I've Sound, Eiko Shimamiya, siendo el tercer disco de la cantante producido íntegramente por la agrupación y el segundo publicado con el sello, Geneon Entertainment. Se publicó el día 14 de diciembre de 2005. Este extended play, al igual que su antecesor, entró en la lista Oricon en el puesto 86.º.

## Canciones
1. Kyouudu no hito (求道の人) 
Letra y composición: Eiko Shimamiya
Arreglos: Seiichi Kyoda
2. Endless Loop (回廊) 
Letra y composición: Eiko Shimamiya
Arreglos: Kazuya Takase
3. Akisora no kanata (秋空の彼方) 
Letra y composición: Eiko Shimamiya
Arreglos: Seiichi Kyoda
4. Ozone 
letra y composición: Eiko Shimamiya
Arreglos: Kazuya Takase
5. MAY
Letra y composición: Eiko Shimamiya
Arreglos: Akira Yokota
6. Automaton
Letra: KOTOKO
Composición y arreglos: Kazuya Takase